# Volcán Puntiagudo
El volcán Puntiagudo es un estratovolcán ubicado en la cordillera de los Andes, en la Región de Los Lagos, Chile. Se encuentra geográficamente situado a 40º 56' 53'' S y 72º 16' 09'' O, en el límite de las comunas de Puerto Varas y Puerto Octay, a unos 30 km al noreste del volcán Osorno. Se eleva entre los lagos Rupanco y Todos los Santos, limitando así con el parque nacional Vicente Pérez Rosales.

## Descripción

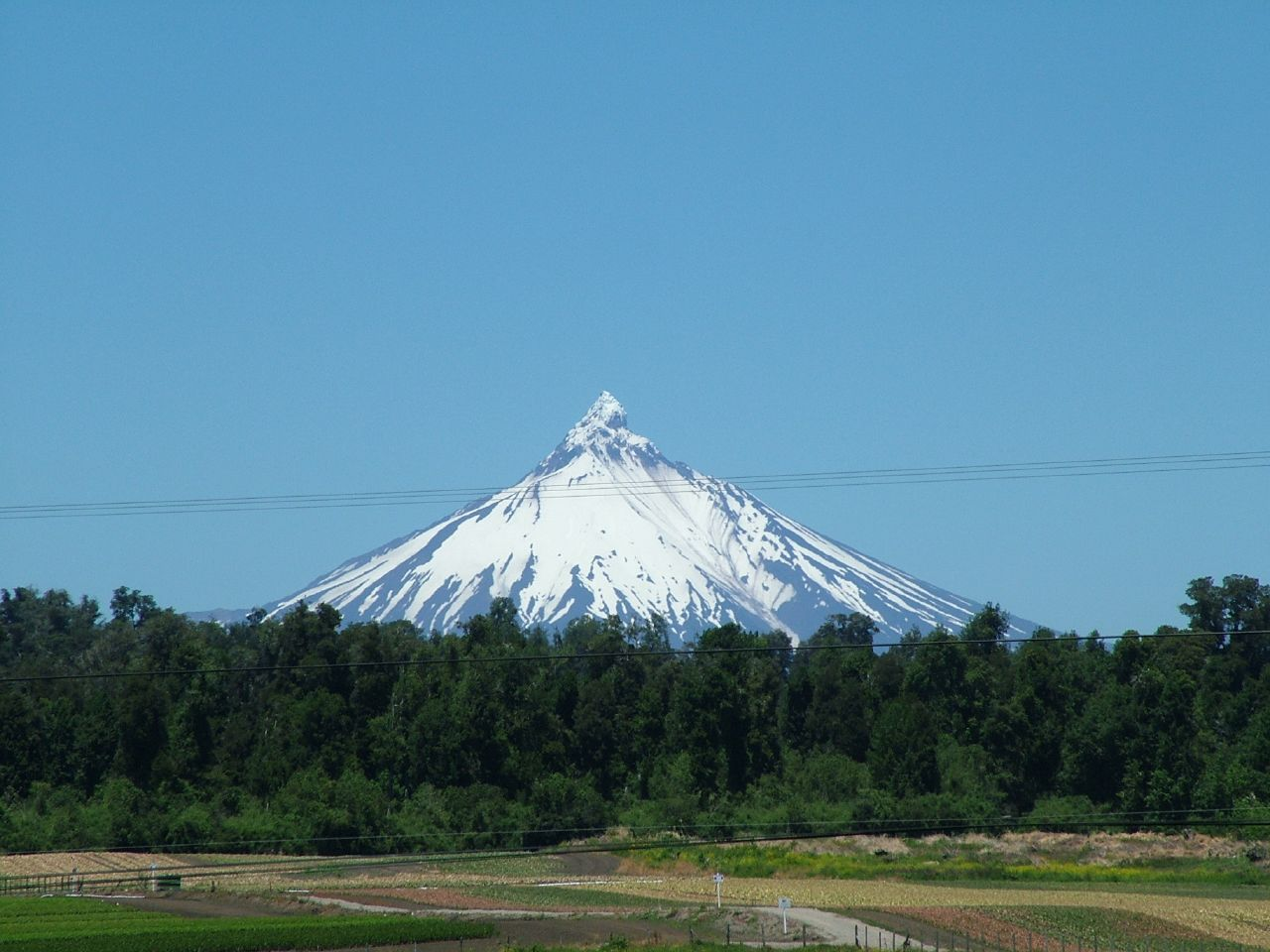

Denominado por fray Menéndez como Vanhuenmedi o Vanguenma (1791), era el volcán Dequiñcheu de los huilliches o Tripaicura de los mapuches. Tiene 2490 m s. n. m.. Su base está constituida por un manto de basalto, simétricamente rasgado por hendiduras de erupción. Desde el centro de la cima se eleva una punta aguda diabática, acanalada, como un tornillo y en forma de escalera oblicua de color gris oscuro. Hacia el oeste, sur y este se abren en forma de abanico cinco ventisqueros que descienden hasta la región boscosa y que terminan a dos mil metros de altura más o menos perdiéndose en la selva. 

### Geología
El volcán Puntiagudo corresponde a un estratovolcán andesitico del pleistoceno tardío y su particular forma se debe principalmente a erosión glaciar, la cual ha dejado al descubierto la ruina de una aguda y antiquísima chimenea volcánica. Presenta relación con un sistema fisural y una serie de pequeños estratovolcanes a lo largo de unos 18 km en dirección NE. Los flujos de lava de estos centros descienden, en algunos casos han llegado a las costas de los dos lagos formando penínsulas irregulares.

### Actividad y erupciones
La única erupción histórica se produjo en 1850, cuando se reportó la caída de ceniza en la cadena volcánica Cordón Cenizos, aunque existen relatos sobre una erupción en abril de 1930.
Actualmente el Servicio Nacional de Geología y Minería de Chile no monitorea su actividad, lo cual se debe —según expertos— a que el macizo no representa riesgos importantes en el corto plazo, catalogándose incluso en estado de letargo o de extinción. 

### Hidrología
En la falda del macizo nacen diversos ríos y esteros, tales como el río Coihueco, río Bonito, río Puntiagudo y estero Nalcas, entre otros.

### Flora y fauna
Flora: selva valdiviana. Predominan el bosque de olivillo, musgos y helechos, en una mayor altura ulmos, tepas, y tineos; como arbustos, carcolin, quila, helechos, flexibles trepadores de largos tallos. 
Fauna: pudú, chingue, corún, zorro y picaflor. Para acceder a este volcán existen dos sendas; una desde el Valle de Puntiagudo y otra desde el sureste del lago Rupanco, solo accesible para excursionistas. 

## Ascensiones
En la Región de Los Lagos y en el mundo del deporte se considera que este volcán ostenta una de las cumbres más difíciles de alcanzar.
De los primeros intentos por escalarlo se conocen los tres que realizó sin éxito el alpinista alemán Federico Reichert a partir de 1912. En el primero alcanzó la base de las rocas que conforman el torreón final, lo que habría motivado. En los dos posteriores buscó, sin éxito, nuevas vías para alcanzar su cima.
En 1937 el suizo Hermann Hess, del Club Alemán Andino de Santiago (DAV), y Rodolfo Roth ingresaron por el lago Todos Los Santos al Fundo Puntiagudo, al sur del volcán. Desde ahí consiguieron la primera ascensión absoluta a la antigua cumbre. Sin embargo, durante el descenso un resbalón provocó una caída de unos 200 m en el glaciar este, la que provocó la muerte de Roth. El cuerpo de Roth fue rescatado en abril del año siguiente.
En 1945 se realizó un nuevo ascenso, esta vez por el lado poniente, a cargo de Ernst Hoffmann, Jorge Köster y Werner Hohf, todos chilenos. El primer ascenso en solitario fue realizado por el chileno Hans Blindhuber en 1947, mientras que el primer ascenso femenino fue realizado por Dorly Marmillod y Musi Koch de Soini en enero de 1949.
En 2019, el chileno Rodrigo Obreque Parada, se convirtió en la persona más joven en alcanzar la cima del macizo con tan solo 29 años en forma solitaria en una travesía que duró cinco días.
En septiembre de 2022, tres militares chilenos pertenecientes a la dotación del Destacamento de Montaña N.º 9 Arauco trataron de alcanzar la cima, pero aquello no fue posible debido a inclemencias climáticas. De los militares, dos murieron: el teniente Jorge Jiménez Estrada y el cabo 1.º Jaime Cayuan Calapai; solo salvó el sargento Eugenio Nilo Pastén.